# Isla de la Sociedad Geográfica
La isla de la Sociedad Geográfica (en danés, Geografisk Samfund Ø) es una gran isla ribereña localizada en aguas del mar de Groenlandia, frente a la costa nororiental de Groenlandia. Tiene una superficie de 1.717 km², que la convierten en la sexta isla mayor de Groenlandia y en la 228.ª del mundo. 
Está separada, al sur, de la isla Traill, y, al noroeste, de la isla Ymer por estrechos de mar (el Vega Sund y el Sofia Sund). Su costa noreste se abre a la bahía de Foster (Foster Bugt) y el mar de Groenlandia.
La isla de la Sociedad Geográfica es parte del Parque Nacional del noreste de Groenlandia (que comprende toda la parte nordeste de Groenlandia). La isla tiene una longitud de unos 100 km y su punto más alto es Svedenborg Fjeld, con 1.730 m.
La isla de la Sociedad Geográfica está deshabitada.